# Локровець
Локровець (словен. Lokrovec) — поселення в общині Целє, Савинський регіон, Словенія. 
Висота над рівнем моря: 252,8 м.